# راکینگهم، نورث‌همپتون‌شر
راکینگهم (به انگلیسی: Rockingham) یک روستا و محله مدنی در بریتانیا است که در Corby واقع شده‌است. راکینگهم ۱۱۳ نفر جمعیت دارد.